# NGC 1363
NGC 1363 é uma galáxia localizada na direcção da constelação de Eridanus. Possui uma declinação de -09° 50' 32" e uma ascensão recta de 3 horas, 34 minutos e 49,5 segundos.